# Coppa Italia Dilettanti 1974-1975
La Coppa Italia Dilettanti 1974-1975 è stata la 9ª edizione di questa competizione calcistica italiana. È stata disputata con la formula dell'eliminazione diretta ed è stata vinta dal Banco di Roma.
La competizione era riservata alle migliori squadre militanti nel primo livello regionale. Il primo turno veniva disputato a livello regionale, poi si passava a livello interregionale con gare di andata e ritorno. La finale veniva disputata in campo neutro.
L'edizione, come detto sopra, è stata vinta dal Banco di Roma, che superò in finale la Larcianese; le altre semifinaliste furono Allumiere ed Angri.

## Partecipanti
Le 256 partecipanti vengono così ripartite fra i vari comitati regionali:
| Numero squadre | Comitati regionali    | Comitati regionali    | Comitati regionali | Comitati regionali | Comitati regionali | Comitati regionali | Comitati regionali  | Comitati regionali  | Comitati regionali  | Comitati regionali  | Comitati regionali  | Comitati regionali  |
| -------------- | --------------------- | --------------------- | ------------------ | ------------------ | ------------------ | ------------------ | ------------------- | ------------------- | ------------------- | ------------------- | ------------------- | ------------------- |
| 32             | Lombardia             | Lombardia             | Lombardia          | Lombardia          | Lombardia          | Lombardia          | Lombardia           | Lombardia           | Lombardia           | Lombardia           | Lombardia           | Lombardia           |
| 20             | Campania              | Campania              | Campania           | Campania           | Toscana            | Toscana            | Toscana             | Toscana             | Veneto              | Veneto              | Veneto              | Veneto              |
| 18             | Emilia-Romagna        | Emilia-Romagna        | Emilia-Romagna     | Emilia-Romagna     | Emilia-Romagna     | Emilia-Romagna     | Emilia-Romagna      | Emilia-Romagna      | Emilia-Romagna      | Emilia-Romagna      | Emilia-Romagna      | Emilia-Romagna      |
| 14             | Friuli-Venezia Giulia | Friuli-Venezia Giulia | Lazio              | Lazio              | Liguria            | Liguria            | Piemonte            | Piemonte            | Puglia              | Puglia              | Sicilia             | Sicilia             |
| 12             | Abruzzo               | Abruzzo               | Abruzzo            | Calabria           | Calabria           | Calabria           | Marche              | Marche              | Marche              | Sardegna            | Sardegna            | Sardegna            |
| 6              | Umbria                | Umbria                | Umbria             | Umbria             | Umbria             | Umbria             | Umbria              | Umbria              | Umbria              | Umbria              | Umbria              | Umbria              |
| 4              | Basilicata            | Basilicata            | Basilicata         | Basilicata         | Basilicata         | Basilicata         | Trentino-Alto Adige | Trentino-Alto Adige | Trentino-Alto Adige | Trentino-Alto Adige | Trentino-Alto Adige | Trentino-Alto Adige |

## Primo turno

### Friuli-Venezia Giulia
```
14 squadre
Non ammesse: 
Cormonese
, 
Corno
, 
Monfalcone
, 
Sangiorgina
 e 
Torviscosa
.
Dalla 
Prima Categoria
: 
Tisana
 (dal girone A), 
Aquileia
 e 
Mariano
 (dal girone B).
```

| Squadra 1              | Totale      | Squadra 2            | Andata     | Ritorno    |
| ---------------------- | ----------- | -------------------- | ---------- | ---------- |
| PRIMO TURNO            | PRIMO TURNO | PRIMO TURNO          | 01.09.1974 | 08.09.1974 |
| Sacilese               | 3 – 1       | Fontanafredda        | 0 – 1      | 3 – 0      |
| Maniago                | 3 – 1       | Cordenonese          | 3 – 0      | 0 – 1      |
| Tarcentina             | 2 – 4       | Pro Tolmezzo         | 2 – 1      | 0 – 3      |
| Manzanese              | 2 – 1       | Tisana               | 1 – 1      | 1 – 0      |
| Pro Cervignano         | 1 – 2       | Aquileia             | 0 – 2      | 1 – 0      |
| Mariano                | 1 – 2       | Itala                | 1 – 0      | 0 – 2      |
| C.M.M. N.Sauro Trieste | 0 – 1       | San Giovanni Trieste | 0 – 1      | 0 – 0      |

### Toscana
| Squadra 1   | Totale      | Squadra 2   | Andata     | Ritorno    |
| ----------- | ----------- | ----------- | ---------- | ---------- |
| PRIMO TURNO | PRIMO TURNO | PRIMO TURNO | 01.09.1974 | 08.09.1974 |
| Larcianese  | 4 – 3       | Fucecchio   | 2 – 2      | 2 – 1      |

### Umbria
```
6 squadre
Non ammesse: 
Cortona Camucia
, 
Deruta
, 
Elettrocarbonium
, 
Gualdo
, 
Lama
, 
Narnese
, 
Orte Filesi
, 
Pievese
, 
Ponte Pattoli
 e 
Pontevecchio
.
```

| Squadra 1   | Totale      | Squadra 2   | Andata     | Ritorno    |
| ----------- | ----------- | ----------- | ---------- | ---------- |
| PRIMO TURNO | PRIMO TURNO | PRIMO TURNO | 01.09.1974 | 08.09.1974 |
| Angelana    | 4 – 3       | Todi        | 4 – 3      | 0 – 0      |
| Tiberis     | ? – ?       | Assisi      | 0 – 0      | ? – ?      |
| Bevagna     | ? – ?       | Nestor      | ? – ?      | 0 – 1      |

### Lazio
| Squadra 1     | Totale      | Squadra 2   | Andata     | Ritorno    |
| ------------- | ----------- | ----------- | ---------- | ---------- |
| PRIMO TURNO   | PRIMO TURNO | PRIMO TURNO | 01.09.1974 | 08.09.1974 |
| Banco di Roma | 7 – 0       | Isola Liri  | 4 – 0      | 3 – 0      |

### Puglia e Basilicata
| Squadra 1    | Totale      | Squadra 2        | Andata     | Ritorno    |
| ------------ | ----------- | ---------------- | ---------- | ---------- |
| PRIMO TURNO  | PRIMO TURNO | PRIMO TURNO      | 01.09.1974 | 08.09.1974 |
| Orta Nova    | 0 – 1       | Soccer Trani     | 0 – 0      | 0 – 1      |
| Bisceglie    | 1 – 1       | Molfetta         | 1 – 0      | 0 – 1      |
| Liberty Palo | 2 – 1       | Castellana       | 2 – 1      | 0 – 0      |
| Noicattaro   | 2 – 2       | Noci             | 2 – 1      | 0 – 1      |
| Castellaneta | 1 – 0       | Ginosa           | 1 – 0      | 0 – 0      |
| Toma Maglie  | 1 – 1       | Squinzano        | 1 – 1      | 0 – 0      |
| Casarano     | 4 – 1       | Atletico Tricase | 2 – 0      | 2 – 1      |
| Pisticci     | ? – ?       | Rotonda          | ? – ?      | 3 – 2      |
| Venosa       | 5 – 2       | Inter Potenza    | 3 – 0      | 2 – 2      |

## Secondo turno
| Squadra 1                  | Totale        | Squadra 2               | Andata     | Ritorno    |
| -------------------------- | ------------- | ----------------------- | ---------- | ---------- |
| SECONDO TURNO              | SECONDO TURNO | SECONDO TURNO           | 15.09.1974 | 22.09.1974 |
| (VEN) Cittadella           | 3 – 1         | Sacilese (FVG)          | 3 – 1      | 0 – 0      |
| (TAA) Varone Riva          | 2 – 1         | Maniago (FVG)           | 2 – 1      | 0 – 0      |
| (VEN) Calvi Noale          | 0 – 2         | Pro Tolmezzo (FVG)      | 0 – 0      | 0 – 2      |
| (FVG) Manzanese            | 1 – 3         | Montello (VEN)          | 0 – 0      | 1 – 3      |
| (FVG) Aquileia             | 3 – 5         | Mira (VEN)              | 2 – 1      | 1 – 4      |
| (VEN) Miranese             | 5 – 1         | Itala (FVG)             | 4 – 1      | 1 – 0      |
| (FVG) San Giovanni Trieste | 2 – 2 (gfc)   | Opitergina (VEN)        | 2 – 1      | 0 – 1      |
| (TOS) Larcianese           | 5 – 2         | Oransoda Minerbio (E.R) | 3 – 1      | 2 – 1      |
| (TOS) Colligiana           | 2 – 4         | Tiberis (UMB)           | 0 – 0      | 2 – 4      |
| (UMB) Nestor               | 2 – 4         | Massetana (TOS)         | 1 – 0      | 1 – 4      |
| (MAR) Cupramontana         | 2 – 2 (gfc)   | Angelana (UMB)          | 1 – 2      | 1 – 0      |
| (LAZ) Banco di Roma        | 5 – 0         | Succivo (CAM)           | 4 – 0      | 1 – 0      |
| (PUG) Castellaneta         | ? – ?         | Trebisacce (CAM)        | 1 – 0      | ? – ?      |
| (PUG) Soccer Trani         | ? – ?         | San Salvo (ABR)         | 0 – 1      | ? – ?      |
| (CAM) Frattese             | ? – ?         | Bisceglie (PUG)         | 3 – 1      | ? – ?      |
| (CAM) Gragnano             | ? – ?         | Liberty Palo (PUG)      | 3 – 0      | ? – ?      |
| (BAS) Pisticci             | ? – ?         | Noci (PUG)              | 2 – 4      | ? – ?      |
| (PUG) Squinzano            | ? – ?         | Casarano (PUG)          | 0 – 1      | ? – ?      |
| (CAM) Felice Scandone      | ? – ?         | Venosa (BAS)            | ? – ?      | ? – ?      |

## 32esimi di finale
| Squadra 1               | Totale                  | Squadra 2               | Andata     | Ritorno    |
| ----------------------- | ----------------------- | ----------------------- | ---------- | ---------- |
| TRENTADUESIMI DI FINALE | TRENTADUESIMI DI FINALE | TRENTADUESIMI DI FINALE | 01.11.1974 | 29.12.1974 |
| (VEN) Opitergina        | 5 – 2                   | Pro Tolmezzo (FVG)      | 2 – 0      | 3 – 2      |
| (TOS) Larcianese        | 2 – 1                   | Mirandolese (E.R)       | 2 – 0      | 0 – 1      |
| (UMB) Angelana          | ? – ?                   | Volterrana (TOS)        | 1 – 1      | ? – ?      |
| (TOS) Cecina            | ? – ?                   | Tiberis (UMB)           | 1 – 1      | ? – ?      |
| (LAZ) Banco di Roma     | 7 – 0                   | Porto Torres (SAR)      | 5 – 0      | 2 – 0      |
| (PUG) Castellaneta      | 1 – 2                   | Gragnano (CAM)          | 1 – 1      | 0 – 1      |
| (PUG) Soccer Trani      | 1 – 4                   | Francavilla (ABR)       | 1 – 3      | 0 – 1      |
| (CAL) Rende             | 3 – 1                   | Casarano (PUG)          | 3 – 0      | 0 – 1      |
| (PUG) Noci              | 1 – 2                   | Felice Scandone (CAM)   | 1 – 0      | 0 – 2      |

## 16esimi di finale
| Squadra 1            | Totale               | Squadra 2            | Andata     | Ritorno    |
| -------------------- | -------------------- | -------------------- | ---------- | ---------- |
| SEDICESIMI DI FINALE | SEDICESIMI DI FINALE | SEDICESIMI DI FINALE | 19.01.1975 | 26.01.1975 |
| (TOS) Larcianese     | 4 – 1                | Taggese (LIG)        | 0 - 1      | 4 - 0      |
| (UMB) Angelana       | ? – ?                | Pergolese (MAR)      | 1 – 1      | ? – ?      |
| (LAZ) Banco di Roma  | 5 – 1                | Gragnano (CAM)       | 2 – 0      | 3 – 1      |

## Ottavi di finale
| Squadra 1           | Totale           | Squadra 2        | Andata     | Ritorno    |
| ------------------- | ---------------- | ---------------- | ---------- | ---------- |
| OTTAVI DI FINALE    | OTTAVI DI FINALE | OTTAVI DI FINALE | 19.03.1975 | 31.03.1975 |
| (TOS) Larcianese    | 4 – 3            | Opitergina (VEN) | 1 - 3      | 3 - 0      |
| (UMB) Angelana      | ? – ?            | Soresinese (LOM) | 0 – 2      | ? – ?      |
| (LAZ) Banco di Roma | 3 – 2            | Montello (VEN)   | 2 – 0      | 1 – 2      |

## Quarti di finale
| Squadra 1        | Totale           | Squadra 2           | Andata     | Ritorno    |
| ---------------- | ---------------- | ------------------- | ---------- | ---------- |
| QUARTI DI FINALE | QUARTI DI FINALE | QUARTI DI FINALE    | 08.05.1975 | 29.05.1975 |
| (LOM) Soresinese | 1 – 2            | Banco di Roma (LAZ) | 1 – 1      | 0 – 1      |
| (TOS) Larcianese | 3 – 2            | Frattese (CAM)      | 3 – 1      | 0 – 1      |
| (LAZ) Allumiere  | ?                | ?                   | ?          | ?          |
| (CAM) Angri      | ?                | Gaeta               | ?          | ?          |

## Semifinali
| Squadra 1       | Totale      | Squadra 2           | Andata     | Ritorno             |
| --------------- | ----------- | ------------------- | ---------- | ------------------- |
| SEMIFINALI      | SEMIFINALI  | SEMIFINALI          | 08.06.1975 | 15.06.1975          |
| (LAZ) Allumiere | 2 – 2 (dtr) | Larcianese (TOS)    | 2 – 0      | 0 – 2               |
| (CAM) Angri     | 1 – ?       | Banco di Roma (LAZ) | 1 – 0      | 0 – 3 ( a tavolino) |

## Finale
La finale è stata disputata prima della finale di Coppa Italia fra Fiorentina e Milan.
| Arbitro: | Pavia (Marsala) |

| |            | |
| Magni 94’, 97’                                                                                                  | Marcatori  | |
| Mencacci Dal Monte Missiroli Polselli Barbieri Pasquali Arcori Massasasso Magni (90+1' Madrelli) Belardi Porzia | Formazioni | Cei Breschi (29' Fagni) Tavernari Barcioli Zuccagni Migliorini Braccini Marsuglia Bartolini Gianellini Virgili |
| Bernardini | Allenatori | Cei |

## Coppa Ottorino Barassi
Come vincitore della Coppa Italia Dilettanti, il Banco di Roma ottiene il diritto di affrontare il vincitore della Division 2 della Isthmian League (all'epoca 6º livello del calcio inglese) : Staines Town F.C..
| Arbitro: | Ciulli (Roma) |

|  |           |             |
|  | Marcatori | 36’ Ritchie |

| Arbitro: | Kew |

|                     |           |  |
| Brown 3’ Souter 38’ | Marcatori |  |